# Silberschnäbel
Die Silberschnäbel oder Fasänchen (Euodice) sind eine Gattung aus der Familie der Prachtfinken.

## Systematik
Innerhalb der Familie der Prachtfinken gelten die Silberschnäbel als eine der ursprünglichen Gattungen. Sie haben vermutlich gemeinsame Vorfahren mit den Elsterchen und den Perlhalsamadinen. In der ornithologischen Literatur werden die Arten bisweilen der Gattung Lonchura (Bronzemännchen) zugeordnet, erst in jüngster Zeit (Clements 2007) wird die Gattung wieder anerkannt. Der wissenschaftliche Name der Gattung leitet sich von den altgriechischen Namensbestandteilen ευ (eu, gut, fein) und ωδικος (ōdikos, musikalisch, singend) ab und bezieht sich auf den Gesang.

## Verbreitungsgebiet
Die Arten dieser Gattung haben zwei sehr weit auseinanderliegende Verbreitungsgebiete. Der Afrikanische Silberschnabel ist quer über den afrikanischen Kontinent von Senegal und Mauretanien über den Niger, den Tschad und den Sudan bis nach Äthiopien und Kenia verbreitet. Der Indische Silberschnabel ist dagegen in Indien, Pakistan, Sri Lanka und der östlichen Region von Oman zu finden.

## Arten
- Afrikanischer Silberschnabel (E. cantans)
- Indischer Silberschnabel (E. malabarica)